# Spletna stran
Spletna stran (angleško web page) je v računalništvu dokument z nadbesedilom, ki ga prikaže spletni brskalnik. Na spletni strani so lahko različne vsebine: besedilo, slike, povezave, zvočni in video posnetki, programi. Strukturo spletne strani se sestavi s kodo HTML, ki pa ni programski jezik temveč opisni jezik. Več spletnih strani oblikuje spletišče. Po izdelavi spletne strani potrebujemo registracijo domene in ustrezno gostovanje spletnih strani. Spletno stran se lahko uporabi tako za osebno rabo, kot tudi za predstavitev podjetja, izdelka, storitve, ...
Pri izdelavi spletne strani je treba najprej definirati namen spletne strani, določiti ciljno publiko (potencialne obiskovalce), izdelati vsebino in nato vse to grafično in programsko sestaviti, da nastane skupek strani, ki so funkcionalno povezane med seboj ter se nahajajo na istem spletnem mestu, pod isto domeno.
Namen spletne strani je lahko:
- prodaja izdelkov/storitev
- omogočanje članstva v izbrani skupini, ki ima dostop do plačljivih vsebin
- predstavitev informacij o določeni tematiki
- delitev veselja do neke zadeve, z drugimi uporabniki interneta
- itd.

V primeru, da nekdo želi na spletno stran privabiti čim več obiskovalcev, se mora maksimalno posvetiti njeni izdelavi. Izbrati je treba prave ključne besede, po katerih jo bodo našli obiskovalci, ki iščejo prav to, kar stran predstavlja.
Za izdelavo spletnih strani so potrebni posebni programi. Npr. Front Page, HomeSite, Microsoft Office SharePoint Designer ipd. Načeloma je možno spletno stran izdelati tudi v navadnem MS Wordu, vendar je s priročnimi programi lažje, saj imajo prednastavljene različne ukaze, ki olajšajo delo.
Kompleksne spletne strani se izdelujejo s programskimi jeziki, kot so PHP, JavaScript, Jquery, CSS, itd. V zadnjem času se čedalje bolj uporabljajo knjižnice, kot so React.js, Vue in Angular, razvite od spletnih velikanov, kot so Google in Facebook za hitrejši in bolj učinkovit razvoj spletnih strani in aplikacij.
Prav tako obstajajo brezplačne spletne platforme, kjer se lahko na njihovi pod-domeni izdela spletno stran - popolnoma brezplačno. Prednosti take izdelave so, da je izdelovanje dokaj enostavno in se ga lahko loti vsak, ki ima malo časa in zamisli, kako postaviti svojo spletno stran.

## Ključni elementi spletne strani[2]
Pri izdelavi spletne strani je ključnega pomena večje število različnih elementov, ki pripomorejo in vplivajo na izdelavo kakovostne spletne strani. Prva izmed njih, ki se jo moramo vprašati je namen naše spletne strani. Postavimo si cilj in namen, ki jo bo spletna stran imela, saj je tako izdelava hitrejša in jasnejša. Kar pripomore je tudi poznavanje naše ciljne skupine in tako osredotočanje le na njo. Eden izmed najbolj pomembnih dejavnikov, da obiskovalci ostanejo na naši strani je videz naše spletne strani in sama grafična podoba le te. V današnjem času je veliko spletnih mest, ki so za uporabnika nevarne zato je dobro, da za varnost spletne strani poskrbimo s predhodno uporabo varnostnih sistemov in preprečevanje vdorov. Odlična vsebina, privlačne funkcionalnosti in slikovni materiali lahko hitro izgubijo vrednost, če se naša spletna stran skriva na 10. mestu na Google iskalniku zato je pomembna optimizacija spletne strani. Kot zadnji ključni element pa je seveda pomembno, da se naša spletna stran oglašuje tudi na drugih socialnih omrežjih, kot so Facebook, Instagram... Pomembno je, da se uporabnikom omogoči kar najboljša izkušnja in z zgoraj naštetimi ključnimi elementi jim to lahko tudi omogočimo. 

#### Oblikovna podoba, tipografija in interaktivnost
Ker obiskovalci spletne strani ponavadi najprej zaznajo obliko in se šele potem začnejo poglabljati v vsebino, je zelo pomembna izbira pisave, barv in postavitev grafičnih elementov. Razvoj učinkovite barvne sheme je izziv, ki lahko spremeni videz ter dojemanje spletne strani iz strani posameznika. Potrebno je ustvarjanje barvnega kontrasta med informacijami. Pomembno je, da sledimo trendu manj je več in z grafično podobo približamo vsebino obiskovalcu naše strani. Najprej si zamislimo osnovne in ključne podatke, kot so naša ciljna publika in koga želimo privabiti na spletno stran in nato lahko začnemo oblikovati grafično podobo. Prva vstopna stran naj bo minimalistična, z manj teksta in le ključnimi podatki, saj obiskovalec najprej opazi le glavne stvari (slike, grafiko) in šele kasneje naslov ter tekst.

#### Vsebina
Poudarek je na ažurnosti, slovnični pravilnosti, jedrnatostim preglednosti in verodostojnosti ter temu kje je vsebina na strani podana in na kakšen način je napisana.

#### Tehnologija
Pomembno je, da so vsi elementi objavljeni v ustreznem formatu ter optimizirani, zato da se spletna stran naloži hitreje. Pred objavo je potrebno testiranje v različnih ločljivostih, pri različnih hitrostih modemskih povezav, z različnimi brskalniki, ter na različnih operacijskih sistemih. Prav tako je ključnega pomena združljivost z popularnimi brskalniki kot so: Internet explorer, Mozilla Firefox, Google Chrome, Opera... ter funkcionalnost v primeru različnih ločljivosti zaslona.

#### Navigacija
Namen spletne strani je preprost, učinkovit in hiter dostop do želenih informacij. Da je ta namen dosežen, mora biti navigacija enostavna za uporabo in konsistentna pri delovanju, ter logično razvrščena in pravilno podana. Spletna stran mora biti zasnovana na ta način, da uporabnik na vsakem koraku ve, v kateri kategoriji ali podkategoriji oziroma na katerem delu spletne strani se nahaja. Pomemben element je tudi iskalnik.

#### Uporabnost
Stopnja uporabnosti je odvisna od vseh zgoraj naštetih elementov ter časa in omogoča, da so uporabniki spletne strani zadovoljni z uporabo ter na spletni strani najdejo potrebne in iskane informacije.

## Optimizacija spletne strani
Optimizacija spletnih strani (angleško SEO-Search Engine Optimization) pomeni, da spletno stran prilagodimo iskalnikom z namenom, da jo le ti uvrstijo na čim višje mesto med zadetki, v primeru da jo zaznajo kot ključno za določen iskani izraz. Spletna optimizacija se deli na onsite SEO in offsite SEO optimizacijo, redno izvajanje aktivnosti spletne optimizacije pa ima za posledico višjo uvrstitev spletne strani, na prvi strani iskalnikov (Google, Bing, YouTube,...). Kakovostna optimizacija spletnih strani se začne s pripravo SEO strategije, ki vključuje tematsko in t.i. long tail analizo ključnih besed ter določitev prioritetnih SEO aktivnosti za doseganje kratkoročnih in dolgoročnih SEO ciljev. Kratkoročni SEO cilji so izboljšanje uvrstitve spletnih vsebin v iskalnikih, za že obstoječe spletne vsebine, dolgoročni cilji pa pokrivajo izboljšanje pozicij spletne strani v iskalnikih, za najtežje (visoko konkurenčne) ključne besede.
- On-site vrsta optimizacije pomeni prilagoditev same spletne strani in njenih elementov, da ustrezajo spletnim iskalnikom in posledično  spletno stran uvrstijo med višje rezultate. Vključuje razširitev besedila s ključnimi besedami, ustrezne oznake in poimenovanja slik, ključne besede v URL naslovih, ustrezne meta oznake in notranje povezave.
- Off-site vrsta optimizacije vključuje zunanje dejavnike, ki vplivajo na mesto uvrstitve spletne strani. To je izgradnja zunanjih povezav, ki so lahko posledica različnih virov: vpis v spletne imenike, družabna omrežja in blogi.

## Uporabnost spletne strani
Uporabnost spletne strani (angleško web usability) so cilji z več področij, ki jih želimo doseči, da bi uporabniki imeli prijetnejšo izkušnjo med obiskom spletne strani.
V Računalniških novicah je bilo objavljenih 10 pravil, katerih naj bi se vsaka dobro zasnovana spletna stran držala ter si tako povečala njeno uporabnost. Le-ta so:
1. Preprosta navigacija celotne spletne strani;
2. Kratek čas nalaganja spletne strani;
3. Človeški obrazi pogosto pritegnejo pozornost;
4. Zunanja podoba in kvaliteta strani;
5. Najpomembnejše stvari naj bodo na vrhu - večina uporabnikov ne raziskuje dolgo;
6. Url povezave naj bodo vidne (najpogosteje podčrtane in v modri barvi);
7. Stran naj bo vidno razdeljena z naslovi (in podnaslovi, če je to potrebno) nad polji;
8. Iskalno polje mora biti dovolj veliko;
9. Manj besedila je več;
10. Oglasi naj ne ovirajo vsebine.

Ključnega pomena za dobro uporabnost pa je testiranje spletne strani znova in znova. Ko spletno stran testiramo na podlagi uporabnikovih izkušenj ter naših internih meril, moramo podatke analizirati ter pripraviti rešitve za opažene probleme. Po uspešni implementaciji stran znova testiramo in ponovimo postopek.

## Glosar ključnih terminov spletnih strani

#### Spletna trgovina
Spletna trgovina je spletna strani, ki omogoča naročilo in/ali prodajo izdelkov preko spleta. Izdelki is bodisi fizični in potrebni poštnitne ali diginatlni in je prevzem možen digitalno.

#### Domena
Ime spletnega mesta, ki ga ljudje vtipkajo v brskalnik, da ga obiščejo. Primer domene google.com.

#### Favicon
Majhna slika ikone, pogosto logotip podjetja ali organizcaije, ki se prikaže v naslovni vrstici ali zavihku brskalnika.

#### DNS
Strežniki domenskih imen (DNS) so kot internetna različica telefonskega imenika, ki nadzoruje spletno mesto in nastavitve e-pošte vašega domene. Ko uporabnik obišče naslov vašega spletnega mesta, nastavitve DNS nadzorujejo, na kateri strežnik naj ga usmeri.

#### Gumb CTA (call-to-action)
Gumbi CTA so aktivacijski gumbi, navadno v kontrastih barva za lažjo opazljivost. Njihov namen je obiskovalca spletne strani voditi do določenega cilja, ki ga želite izpostaviti: 
Nekaj primerov:
- Prijavite se na e-novice
- Prenesi si PDF
- Kontaktiraj nas
- Posvetujte se z nami
- Poskusi zdaj
- Preizkusi brezplačno

#### SEO
SEO ali Search Engine Optimization je termin ki povezuje vse vsebinske in tehnične spremembe na spletni strani, ki streminjo k višji orgnaski poziciji v iskalniku.

#### Odzivno oblikovanje
Je način oblikovanja in tehenične izdelave spletne strani, katera se avtomatsko prilagaja velkosti zaslona ozirma naprivi na kateri si stran ogledujemo.